# .gr
.gr ist die länderspezifische Top-Level-Domain (ccTLD) Griechenlands. Sie wurde am 19. Februar 1989 eingeführt und wird von der Registry FORTH verwaltet.

## Eigenschaften
Insgesamt darf eine .gr-Domain zwischen zwei und 63 Zeichen lang sein und nur alphanumerische Zeichen beinhalten. Die Verwendung von internationalisierten Domainnamen, etwa mit Zeichen aus dem griechischen Alphabet, ist grundsätzlich möglich, wird aber noch nicht von allen Registraren unterstützt. Sie wurde am 4. Juli 2005 eingeführt und damit deutlich früher als bei vielen anderen ccTLDs. Die Konnektierung einer .gr-Domain dauert in der Regel zwischen zwei und sechs Tagen.
Bis August 2004 hat die Vergabestelle .gr-Domains nur an Personen oder Unternehmen aus Griechenland vergeben und jeder Privatperson nur zwei beziehungsweise Unternehmen nicht mehr als zehn Adressen zugeteilt. Mittlerweile sind diese Beschränkungen ersatzlos weggefallen, für .gr ist ausdrücklich kein Sitz in Griechenland mehr notwendig. Auch der administrative Ansprechpartner (Admin-C) darf seinen Wohnsitz in jedem beliebigen Staat haben. Die Vergabestelle ist für ihre bürokratischen Strukturen bekannt. So ist die Bestellung von Domains zwar seit Oktober 2010 ohne schriftlichen Antrag auf elektronischem Weg möglich, die Bearbeitung wird aber immer noch auf Papier abgewickelt.
Registrierungen sind sowohl auf zweiter, als auch auf dritter Ebene möglich. Es existieren diverse Second-Level-Domains, beispielsweise com.gr für kommerzielle Organisationen, edu.gr für Bildungseinrichtungen, net.gr für Internet Service Provider oder gov.gr für die Regierung Griechenlands.

## Sonstiges
Die Vergabestelle FORTH bemühte sich bei der Internet Corporation for Assigned Names and Numbers um die Einführung einer internationalisierten Top-Level-Domain. Im April 2011 wurde bekannt, dass diese formell abgelehnt wurde, da die Entsprechung von .gr im griechischen Alphabet eine große Ähnlichkeit zu .ea aufweisen würde, obwohl diese Top-Level-Domain gar nicht vergeben sei. Vertreter der griechischen Regierung protestierten daraufhin bei der US-Regierung, letztendlich wurde die internationalisierte Domain aber ungeachtet dessen nicht eingeführt.